# Aladağ
Aladağ es una ciudad y distrito de la provincia de Adana, Turquía. 